# Juliánka
Die Juliánka (deutsch Pustkowetzgraben) ist ein linker Nebenfluss der Opava (Oppa) in Tschechien.

## Verlauf
Die Juliánka entspringt nordöstlich von Kozmice (Kosmütz) im Boorwald in der Hlučínská pahorkatina (Hultschiner Hügelland). Ihre Quelle liegt unweit des Waldhüterhauses Pawlitzen und des Kosmützer Kreuzweges in den Zlodějské doly (Diebsgründe). Sie fließt zunächst in westliche Richtung, wendet sich am Rande des Boorwaldes nach Südwesten und wird dort in zwei kleinen Teichen angestaut. Anschließend verlässt der Bach den Wald; rechtsseitig erstreckt  sich auf diesem Abschnitt eine Allee (Alej u potoka Juliánka). Am nordwestlichen Ortsrand von Kozmice wird die Juliánka nacheinander von der Staatsstraße I/56 und der Bahnstrecke Kravaře ve Slezsku–Hlučín überbrückt. Mit südlicher Richtung fließt die Juliánka an Kozmice vorbei, nimmt an den Kozmické ptačí louky (Kosmützer Vogelwiesen) die von rechts kommende Přehyně (Przechinagraben) auf und folgt deren Lauf nach Südosten.
Auf ihrem nachfolgenden Unterlauf wird die Juliánka auch als Přehyně bezeichnet. Auf den letzten 400 Metern nimmt der Bach wieder südwestliche Richtung. Nach ca. 6 Kilometern mündet die Juliánka gegenüber von Jilešovice bzw. westlich des Baggersees Hlučínské jezero – unterhalb Jilešovicer Wehres – im Abzugsgraben der Koleczkomühle (Mlýn Kolečko) in die Opava.

## Zuflüsse
- Přehyně (r), an den Kosmützer Vogelwiesen

## Geschichte
Nach der Anlegung des Neuen Teiches als unterer der Beneschauer Fischteiche mündete der Pustkowetzgraben in den Ablaufgraben des Teiches. Der Neue Teich wurde in der ersten Hälfte des 19. Jahrhunderts trockengelegt. Nunmehr wurde das dem Przechinateich (Přehyně) zufließende Wasser zum Teil über den Bolatitzer Graben in den Beneschauer Mühlgraben abgeleitet; der zum Betrieb der Przechinamühle notwendige Ablauf erfolgte über den Przechinagraben durch die etwa zu zwei Dritteln urbar gemachte Teichstätte des Neuen Teiches, von dem nur der sog. Komindamm erhalten blieb, unterhalb dem der Pustkowetzgraben zufloss. Der Przechinagraben verlief am südlichen Fuße der Na kopci (Große Berge; 263 m. n.m.) parallel zur Opava und mündete dort oberhalb des Großen Bürgerteiches in den Hultschiner Mühlgraben.
Der heutige Unterlauf des Baches entstand in der zweiten Hälfte des 20. Jahrhunderts im Zuge der Begradigung der Opava bei Hlučín und der Anlegung des Hlučínské jezero. Dabei wurde die Juliánka bzw. Přehyně in den Abzugsgraben der Mühle eingeleitet.